# Richard Kadrey
Œuvres principales
- Métrophage
- Série Sandman Slim

Richard Kadrey, né le 27 août 1957 à New York, est un écrivain américain de science-fiction et de fantasy.

## Œuvres

### SérieSandman Slim
1. Sandman Slim, Denoël, coll. « Lunes d'Encre » no 141, 2013 ((en) Sandman Slim, Eos/Harper Collins, 2009), trad. Jean-Pierre Pugi  (ISBN 978-2-207-10896-3)
2. (en) Kill the Dead, Eos/Harper Collins, 2010
3. (en) Aloha from Hell, Harper Voyager, 2011
4. (en) Devil Said Bang, Harper Voyager, 2012
5. (en) Kill City Blues, Harper Voyager, 2013
6. (en) The Getaway God, Harper Voyager, 2014
7. (en) Killing Pretty, Harper Voyager, 2015
8. (en) The Perdition Score, Harper Voyager, 2016
9. (en) The Kill Society, Harper Voyager, 2017
10. (en) Hollywood Dead, Harper Voyager, 2018
11. (en) Ballistic Kiss, Harper Voyager, 2020
12. (en) King Bullet, Harper Voyager, 2021

### SérieAnother Coop Heist
1. (en) The Everything Box, Harper Voyager, 2016
2. (en) The Wrong Dead Guy, Harper Voyager, 2017

### SérieCarrion City
1. (en) The Dead Take the A Train, 2023Écrit avec Cassandra Khaw (en).

### Romans indépendants
- Metrophage, Denoël, coll. « Présence du futur » no 491, 1989 ((en) Metrophage, Ace Books, 1988), trad. Jean Bonnefoy  (ISBN 2-207-30491-4)
- Kamikaze l'amour, Denoël, coll. « Présence du futur » no 582, 1997 ((en) Kamikaze L'Amour, St. Martin's Press, 1995), trad. Jean Bonnefoy  (ISBN 2-207-30584-8)
- Butcher Bird, Denoël, coll. « Lunes d'Encre » no 134, 2012 ((en) Butcher Bird, Night Shade Books, 2007), trad. Jean-Pierre Pugi  (ISBN 978-2-207-10893-2)
- (en) Devil in the Dollhouse, Harper Voyager, 2012
- (en) Dead Set, Harper Voyager, 2013
- (en) Hollywood Dead, Harper Voyager, 2018
- (en) The Grand Dark, Harper Voyager, 2019
- (en) Across the Dark Water, Tor, 2021
- (en) The Pale House Devil, Titan, 2023

### Recueils de nouvelles
- (en) The Secrets of Insects, Subterranean Press, 2023

### Nouvelles traduites en français
- Le Preneur de feu, 2011 ((en) The Fire Catcher, 1985)Parue dans la revue Lunatique no 83 aux éditions Eons